# Universidade de Salzburgo

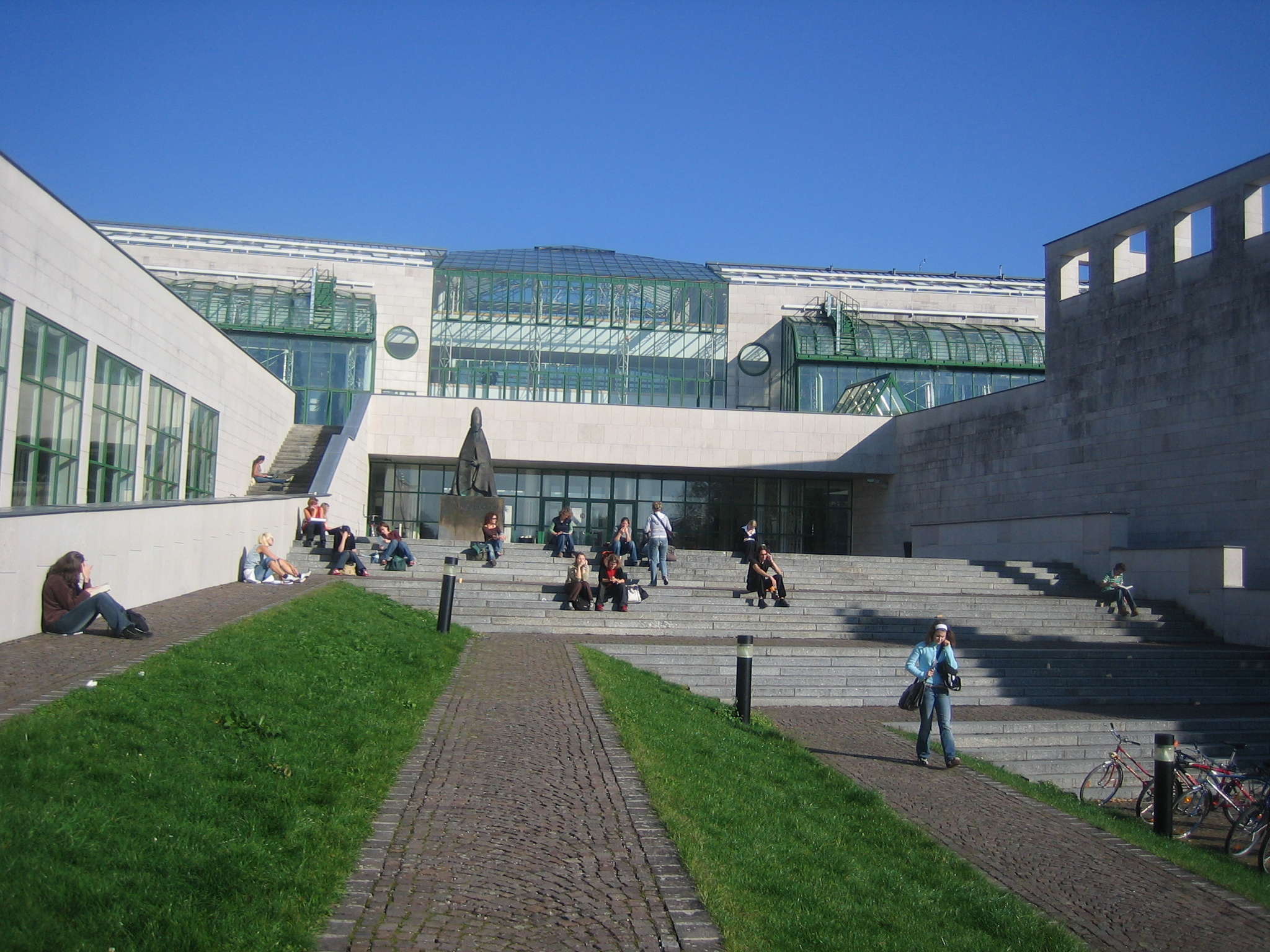
A faculdade de ciências naturais da Universidade de Salzburgo.

A Universidade de Salzburgo, também conhecida como Universidade Paris Lodron (por causa de seu fundador, o príncipe arcebispo Paris Lodron), está localizada na cidade austríaca de Salzburgo, terra natal de Mozart.
Fundada em 1622, hoje tem aproximadamente 11 mil estudantes e 1,600 mil funcionários.

## Estudantes notáveis
- Gabriele Burgstaller (* 1963), política
- Benita Ferrero-Waldner (* 1948), política
- Erich Hackl (* 1954), escritor
- Hieronymus II. Lindau, (1657–1719), abade
- Franziskus Klesin (1643–1708), abade
- Andreas Maislinger (* 1955), historiador
- Tobias Regner (* 1982), cantor
- Paulus Maria Weigele (* 1943), abade
- Beda Werner (1673–1725), abade